# بيلغاتوي (سيسينيجا)
بيلغاتوي (بالروسية: Белгатой) هي مدينة في جمهورية الشيشان في روسيا. ويبلغ عدد سكانها حوالي 3504 نسمة.